# Francisco Antonio Rizzuto
Francisco Antonio Rizzuto (Buenos Aires Argentina, 16 de enero de 1909 - ídem, 12 de junio de 2004) fue un periodista y empresario. Era hijo de F. Antonio Rizzuto y de Catalina Cuda. Se casó a los 54 años con Marta Pampín, que era mucho más joven y tuvo dos hijos.
En sus años jóvenes jugó al rugby, al básquet y al tenis, hizo natación y fue campeón nacional de espada, representando al Club Círculo Italiano.

## Actividad profesional
Su padre había fundado en 1919 la agencia Veritas de informes comerciales y en 1921 comenzó a trabajar en ella. Diez años después apareció la revista económica Veritas, dirigida por su padre, y allí empezó su tarea periodística.
Cuando la comisión bicameral Visca cerró la revista en 1950, "por no ocuparse del presidente y de su dignísima esposa", pasó a representarla en otros países hasta su reapertura en 1955 después del derrocamiento de Perón y pasó a dirigirla en 1965 hasta su cierre, en 1985.
En la reunión de la Sociedad Interamericana de Prensa (SIP), entidad en la que actuaba Rizzuto desde 1956, realizada en Santiago de Chile en octubre de 1962, integró el grupo de 17 argentinos, que incluía a Alberto Gainza Paz, de La Prensa, Juan S. Valmaggia, de La Nación y otras personalidades de la prensa argentina, que acordó la fundación de la Asociación de Entidades Periodísticas Argentinas (ADEPA).
Al volver al país, Rizzuto se movió mucho para ampliar la convocatoria, que incluyó a directores de diarios del interior y en una asamblea inicial que se realizó en la sede de Veritas el 14 de diciembre de 1962 se concretó la fundación de la entidad, n la cual Rizzuto fue su primer secretario general.
También fue secretario del International Press Institute, de Viena; cofundador del Consejo Publicitario Argentino, de la Asociación Argentina de Editores de Revistas, de la Liga Pro Comportamiento Humano, de la cual fue presidente desde su fundación en 1960, y del Instituto Americano de Investigaciones Económicas, Jurídicas y Sociales. 
En la SIP también ocupó cargos directivos y en 1993 fue nombrado miembro vitalicio honorario.
Fue uno de los fundadores de la Academia Nacional de Periodismo de Argentina que en 2002 y uno de los sillones académicos lleva su nombre como homenaje a su trayectoria.
Era caballero de la Orden de Malta y recibió condecoraciones de España, Italia y otros países.
Siguió en plena actividad hasta su fallecimiento ocurrido en Buenos Aires el 12 de junio de 2004.

## Vida políticosocial
Durante la década de 1920, Francisco Antonio Rizzuto fue una figura activa en el ámbito social italiano de Buenos Aires, vinculado al Club Círculo Italiano.